# Petrinje
Petrinje je vas v Občini Hrpelje  - Kozina, leži ob cesti med Kozino in Črnim Kalom.
Cerkev v vasi je posvečena Svetemu Sebastijanu (Boštjanu) in sodi pod župnijo Klanec.